# Przyimek w języku angielskim
Przyimek w języku angielskim – występowanie, budowa i pozycje występowania w zdaniu przyimka w języku angielskim.
Przyimek (preposition) jest częścią mowy, która zwykle występuje przed rzeczownikiem lub zaimkiem, np.: of the world, with my best friend, at the hotel. 
Najczęściej występujące  angielskie przyimki to: at, by, for, from, in, on, to, with. Inne częste przyimki to: about, above, across, after, against, along, amongst, around, as, before, behind, below, between, beyond, down, during, into, like, near, off, onto, over, since, past, round, than, through, towards, under, until, up, within, without. Istnieje również grupa przyimków złożonych z dwóch – trzech słów, takich jak because of, by means of, in addition to, instead of, on top of, other than, out of, such as, up to.

## Pozycja przyimka w zdaniu
Przyimek umieszczony jest zwykle przed rzeczownikiem lub frazą rzeczownikową, tworząc frazę przyimkową. Mogą opisywać miejsce, czas, przyczynę bądź sposób:
- we must discuss the matter in private.

Częste rodzaje fraz przyimkowych:
- przyimek + fraza rzeczownikowa: Here's the letter from my son Philip → Oto list od mojego syna Filipa.
- przyimek + zaimek: Come with me → Chodź ze mną.
- przyimek + fraza -ing: This is an oven for baking bread → To jest piec do pieczenia chleba.
- przyimek + zdanie podrzędne typu wh-: I was surprised at what they said → Byłem zdziwiony tym, co powiedzieli.
- przyimek + przysłówek: From here, the road is very rough → Od tego miejsca droga jest bardzo ciężka.

### Przyimek na końcu zdania
W niektórych strukturach miejsce przyimka jest na końcu zdania, szczególnie w mowie potocznej. Występuje to w następujących przypadkach:
- pytania typu -wh: What are you looking at?
- zdania względne: Andy is the person I am waiting for.
- strona bierna: I don't like being operated on
- konstrukcji bezokolicznikowych: This town is pleasant to live in

W języku formalnym tego typu konstrukcji unika się: With whom did she go? It is a boring place in which to live.

### Formy gerund
Jeśli po przyimku występuje czasownik, przybiera formę gerund: She saved money by giving up cigarettes → Oszczędziła pieniądze rzucając palenie. Niekiedy są możliwe oba warianty: I am interested in learning more about my family; I was interested to learn, that my grandfather was German.

## Czasowniki z przyimkami
Istnieje grupa czasowników, które rządzą przysłówkami, np. look for, look after, decide on, bring up, insist on, listen to. Czasownik z przyimkiem wyraża sytuację w sposób jednoznaczny: She takes after her mother → Ona jest podobna do matki. He asked for help → On poprosił o pomoc.

## Przyimek użyty idiomatycznie
Przed niektórymi wyrażeniami typu przyimek + rzeczownik występuje ściśle określony przyimek: in my opinion, in the picture, (write) in pen, on the radio, at the cinema itp. What`s at the cinema tonight? → Co dają w kinie dziś wieczorem?

## Wyrażenia bezprzyimkowe
Istnieje grupa wyrażeń, w których przyimki nie występują:
- po czasownikach discuss, enter, marry, lack, resemble, approach: He approached the lion → zbliżył się do lwa.
- Z przymiotnikami next, last: See you next Tuesday → Do zobaczenia w następny wtorek.
- Ze zwrotami: What time? What day?: What time is the next train to Exeter? → O której godzinie jest następny pociąg do Exeteru?
- przed słowem home: I am going home → Idę do domu.